# Phlebiastes altaicus
Phlebiastes altaicus är en insektsart som beskrevs av Vilbaste 1965. Phlebiastes altaicus ingår i släktet Phlebiastes och familjen dvärgstritar. Inga underarter finns listade i Catalogue of Life.